# Plat (bicicleta)

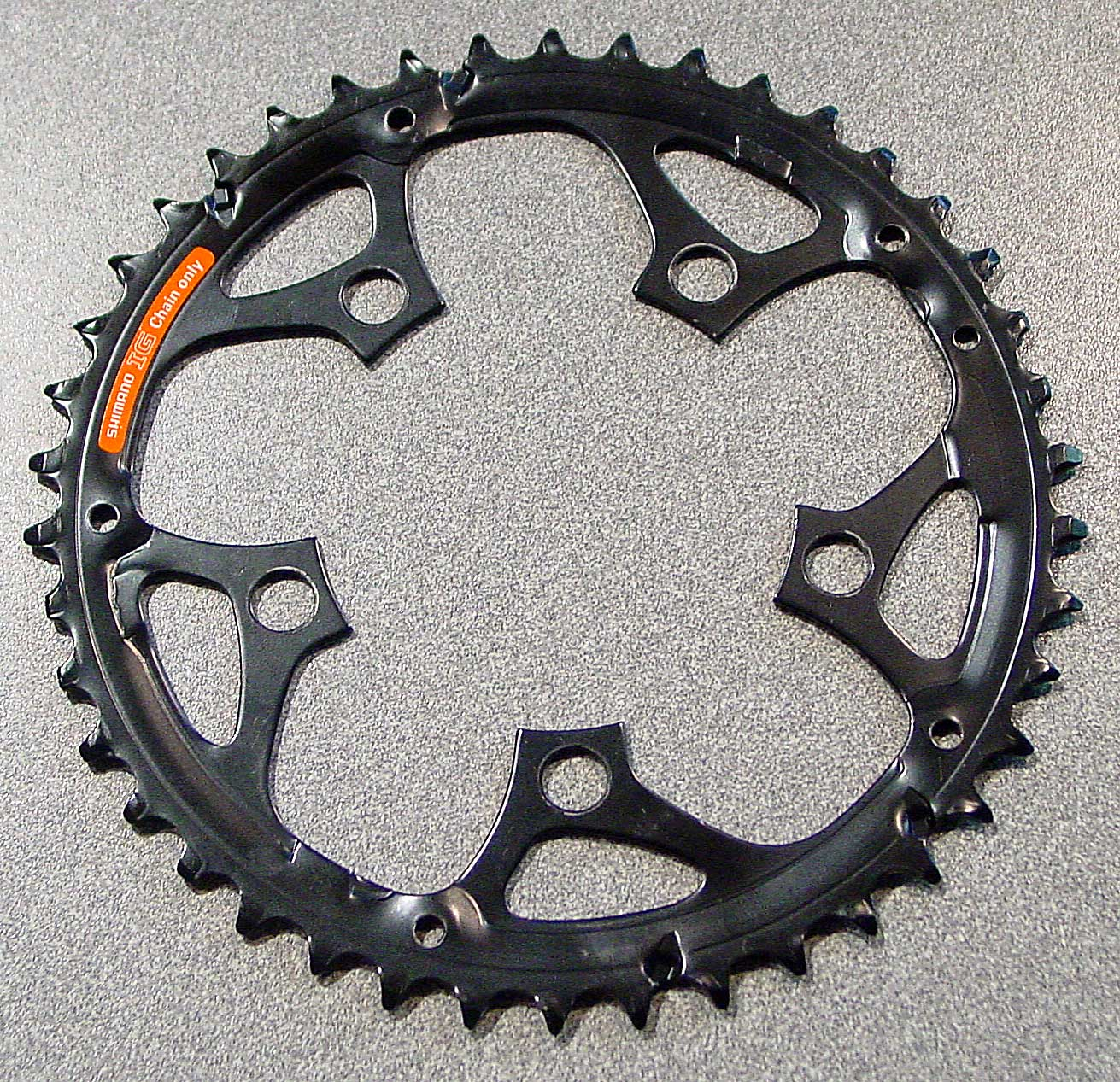
Plat de bicicleta

Un plat és un component de la bicicleta que forma part del sistema de transmissió. Consisteix en una roda dentada en la qual s'engrana la cadena i s'acobla l'eix del pedaler, i que té com a funció transmetre la força mecànica dels pedals a la roda posterior.
L'ús del sistema de plat i cadena en bicicletes es remunta a l'any 1879, quan Harry Lawson va incorporar-lo als bicicles existents. Això va permetre reduir la mida de la roda davantera i va propiciar l'aparició de l'anomenada bicicleta de seguretat, precursora de les bicicletes actuals.